# Rupatadine

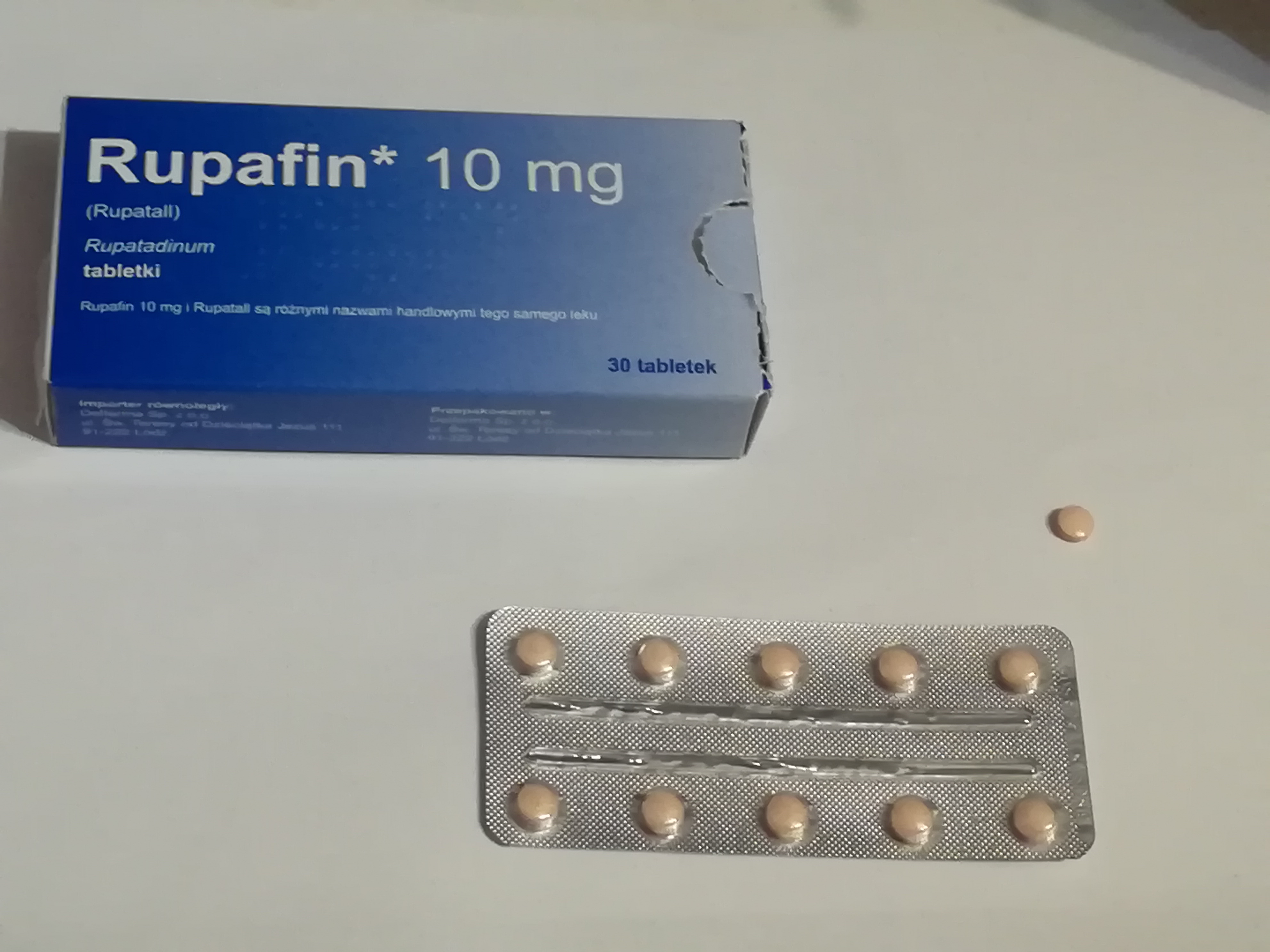
Pillules de 10 mg.

La rupatadine (DCI) est une molécule aux propriétés antihistaminiques. Elle est utilisée par voie orale sous forme de fumarate dans le traitement des symptômes de l'allergie tels que la rhinite allergique ou l'urticaire idiopathique chronique.

## Développement
La rupatadine a été développée en tant que médicament par le laboratoire pharmaceutique espagnol Uriach sous la référence UR-12592. Elle dispose d'une autorisation de mise sur le marché depuis 2001 en Espagne.

## Pharmacocinétique
La rupatadine est métabolisée par le cytochrome P450 3A4 en différents produits actifs dont la desloratadine, une molécule qui est elle-même commercialisée en tant que médicament.

## Spécialités contenant de la rupatadine
- Médicaments à usage humain contenant de la rupatadine et pays de commercialisation : Wystamm (fumarate de rupatadine, France[5]) ; Rupatall (fumarate de rupatadine, Belgique) ; Rupafin (fumarate de rupatadine, Espagne).